# Eddie Gribbon
Eddie Gribbon (ur. 3 stycznia 1890, zm. 28 września 1965) – amerykański aktor filmowy. Brat aktora Harry'ego Gribbona.

## Wybrana filmografia
- Down on the Farm (1920) (wraz z Louise Fazenda i Harry Gribbon) – Banker's Henchman
- A Small Town Idol (1921) – Bandit Chief
- Home Talent (1921) – Stranded Actor
- Molly O' (1921) (z Mabel Normand) – Danny Smith
- Playing with Fire (1921) – Danny Smith
- The Crossroads of New York (1922) – Star Boarder
- Alias Julius Caesar (1922) – 'Nervy' Norton
- A Tailor-Made Man (1922) – Russell
- The Village Blacksmith (1922) – The Village Gossip
- Captain Fly-by-Night (1922) – Sgt. Cassara
- The Fourth Musketeer (1923) – Mike Donovan
- Crossed Wires (1923) – Tim Flanagan
- Double Dealing (1923) – Alonzo B. Keene
- The Victor (1923) – Porky Schaup, Boxer
- Hoodman Blind (1923) – Battling Brown
- After the Ball (1924) – A Crook
- Jack O'Clubs (1924) – Spike Kennedy
- The Border Legion (1924) – Blicky
- East of Broadway (1924) – Danny McCabe
- Code of the West (1925) – Tuck Merry
- Forty Winks (1925) – Tough guy (uncredited)
- The Mansion of Aching Hearts (1925) – Fritz Dahlgren
- Just a Woman (1925) – Oscar Dunn
- Seven Days (1925) – Burglar
- The Limited Mail (1925) – 'Spike' Nelson
- Under Western Skies (1926) – Reed
- The Bat (1926) – Detective Anderson
- Desert Gold (1926) – One-Found Kelley
- The Flaming Frontier (1926) – Jonesy
- Bachelor Brides (1926) – Glasgow Willie - aka Limehouse Herbert
- The Flying Mail (1926) – 'Gluefoot' Jones
- There You Are! (1926) – Eddie Gibbs
- Tell It to the Marines (1926) – Corporal Madden
- Man Bait (1927) – Red Welch
- Convoy (1927) – Eddie
- The Callahans and the Murphys (1927) – Jim Callahan
- Night Life (1927) – Nick
- Cheating Cheaters (1927) – Steve Wilson
- Streets of Shanghai (1927) – Swede
- Buck Privates (1928) – Sgt. Butts
- Nameless Men (1928) – Blackie
- Stop That Man! (1928) – Bill O'Brien
- Bachelor's Paradise (1928) – Terry Malone
- United States Smith (1928) – Sgt. Steve Riley
- Gang War (1928) – Blackjack
- Fancy Baggage (1929) – Steve
- From Headquarters (1929) – Pvt. Murphy
- Two Weeks Off (1929) – Sid Winters
- Two Men and a Maid (1929) – Adjutant
- Twin Beds (1929) – Red Trapp
- They Learned About Women (1930) – Brennan
- Dames Ahoy! (1930) – Mac Dougal
- Song of the West (1930) – Sergeant Major
- Born Reckless (1930) – Bugs
- Good Intentions (1930) – Liberty Red
- Not Exactly Gentlemen (1931) – Bronco Dawson
- Mr. Lemon of Orange (1931) – Walter (uncredited)
- Law and Order (1932) – Elder's Deputy (uncredited)
- Hidden Gold (1932) – Big Ben Cooper
- Arizona to Broadway (1933) – Max Rigby (uncredited)
- Search for Beauty (1934) – Adolph Knockler
- I Like It That Way (1934) – Joe
- I Can't Escape (1934) – Regan - Beat Cop
- The Cyclone Ranger (1935) – Duke
- Rio Rattler (1935) – Soapy
- She Couldn't Take It (1935) – Detective (uncredited)
- Rip Roaring Riley (1935) – Sparko - Henchman
- The Shadow of Silk Lennox (1935) – Lefty Sloan - Henchman
- Love on a Bet (1936) – Donovan - Escaped Convict
- The Millionaire Kid (1936) – Hogan
- The Phantom Rider (1936, Serial) – Sheriff Mark
- Bulldog Edition (1936) – Mr. Patrick McManus (uncredited)
- I Cover Chinatown (1936) – Truck Driver
- Too Many Wives (1937) – Owner of Oscar's Diner (uncredited)
- You Can't Buy Luck (1937) – Chuck (uncredited)
- There Goes My Girl (1937) – Mike - Whelan's Strong Arm Man (uncredited)
- San Quentin (1937) – Singing Convict 51310 (uncredited)
- The 13th Man (1937) – Iron Man
- Super-Sleuth (1937) – Policeman (uncredited)
- The Big Shot (1937) – Soapy - aka Mr. Stratford Enright III
- Big City (1937) – Slow-Witted Policeman (uncredited)
- Live, Love and Learn (1937) – Turkish Bath Attendant (uncredited)
- Mannequin (1937) – Detective (uncredited)
- Wise Girl (1937) – Fight Referee (uncredited)
- The Spy Ring (1938) – Sergeant Who Threatens Mayhew (uncredited)
- Maid's Night Out (1938) – Tim Hogan
- On the Great White Trail (1938) – Constable Patsy
- Little Orphan Annie (1938) – Monk
- Idiot's Delight (1939) – Cop (uncredited)
- Fast and Furious (1939) – Hennessy - a Policeman (uncredited)
- Another Thin Man (1939) – Baggage Man (uncredited)
- Edison, the Man (1940) – Cashier (uncredited)
- Gold Rush Maisie (1940) – Gus - Customer (uncredited)
- The Leather Pushers (1940) – Pete Manson
- The Great Dictator (1940) – Tomanian Storm Trooper
- Li'l Abner (1940) – Barney Bargrease
- Mr. District Attorney (1941) – Detective in Café (uncredited)
- Pot o' Gold (1941) – Expressman (uncredited)
- Honky Tonk (1941) – Pallbearer (scenes deleted)
- The Secret Code (1942, Serial) – First Mate (uncredited)
- Blazing Guns (1943) – Cactus Joe
- Mr. Muggs Steps Out (1943) – Butch Grogan
- Canyon City (1943) – Deputy Frank
- Joe Palooka, Champ (1946) – Louie, the Louisiana Lion
- Gentleman Joe Palooka (1946) – Ziggy - Sparring Partner
- Mr. Hex (1946) – Blackie, a Henchman
- Joe Palooka in the Knockout (1947) – Canvasback
- Joe Palooka in Fighting Mad (1948) – Scranton
- Joe Palooka in Winner Take All (1948) – Canvasback
- Smugglers' Cove (1948) – Digger, the Caretaker
- Street Corner (1948) – Mike - Taxi Driver (uncredited)
- Joe Palooka in the Big Fight (1949) – Canvasback
- Fighting Fools (1949) – Highball (uncredited)
- The Beautiful Blonde from Bashful Bend (1949) – Hoodlum (uncredited)
- Joe Palooka in the Counterpunch (1949) – Canvasback
- Joe Palooka Meets Humphrey (1950) – Canvasback
- Joe Palooka in Humphrey Takes a Chance (1950) – Canvasback
- Triple Trouble (1950) – Hobo Barton
- Joe Palooka in the Squared Circle (1950) – Canvasback
- Father's Wild Game (1950) – Delivery Man (uncredited)
- Joe Palooka in Triple Cross (1951) – Canvasback